# ノーヴィ・ヴェーリア
ノーヴィ・ヴェーリア（伊: Novi Velia）は、イタリア共和国カンパニア州サレルノ県にある、人口約2,300人の基礎自治体（コムーネ）。

## 地理

### 位置・広がり

#### 隣接コムーネ
隣接するコムーネは以下の通り。
- カンポラ
- カンナロンガ
- チェラーゾ
- クッカロ・ヴェーテレ
- フターニ
- ラウリーノ
- モンターノ・アンティーリア
- ロフラーノ
- ヴァッロ・デッラ・ルカーニア